# Donna Summer
LaDonna Adrian Gaines (31 tháng 12 năm 1948 – 17 tháng 5 năm 2012), được biết đến bởi nghệ danh Donna Summer, là nữ ca sĩ, người viết bài hát và họa sĩ người Mỹ. Bà nổi danh trong kỷ nguyên disco vào cuối thập niên 1970. Là chủ nhân của 5 giải Grammy, bà là nghệ sĩ đầu tiên có 3 album-kép liên tiếp đạt ngôi quán quân Billboard 200 và có 4 đĩa đơn giành ngôi đầu bảng tại Hoa Kỳ trong chưa đầy 12 tháng. Summer được ghi nhận bán hơn 140 triệu đĩa nhạc trên toàn cầu, giúp bà trở thành một trong những nghệ sĩ âm nhạc bán đĩa nhạc chạy nhất thế giới.
Trong khi mang những ảnh hưởng phi văn hóa vào thập niên 1960, bà trở thành giọng ca chính của ban nhạc psychedelic rock Crow và dời đến Thành phố New York. Lúc tham gia phiên bản lưu diễn của vở nhạc kịch Hair, bà rời New York và có một vài năm sinh sống, diễn xuất và ca hát tại châu Âu, nơi bà gặp mặt các nhà sản xuất âm nhạc Giorgio Moroder và Pete Bellotte.
Summer trở lại Hoa Kỳ vào năm 1975 với thành công của "Love to Love You Baby" và nhiều bài hát ăn khách khác như "I Feel Love", "Last Dance", "MacArthur Park", "Heaven Knows", "Hot Stuff", "Bad Girls", "Dim All the Lights", "No More Tears (Enough Is Enough)" (song ca cùng Barbra Streisand) và "On the Radio". Bà được mệnh danh là "Nữ hoàng nhạc Disco" trong khi giành được thành công trên toàn cầu.
Summer mất vào ngày 17 tháng 5 năm 2012 tại tư gia ở Naples, Florida do căn bệnh ung thư phổi. Theo lời cáo phó của bà trên The Times, Summer được mô tả là "nữ hoàng không thể bàn cãi của sự bùng nổ dòng nhạc disco thập niên 70". Moroder mô tả sự hợp tác cùng bà trong bài hát "I Feel Love" là "sự khởi đầu sơ khai của dòng nhạc dance điện tử". Vào năm 2013, Summer được bổ nhiệm vào Đại sảnh Danh vọng Rock and Roll.

## Lưu diễn
- Once Upon a Time Tour (1977–78)
- Bad Girls Tour (1979–80)
- The Wanderer Tour (1981–82)
- Hard for the Money Tour (1983)
- The Rainbow Tour (1984–85)
- Silver Girl Tour (1986)
- All Systems Go Tour (1987–88)
- Mistaken Identity Tour (1991–92)
- "Another Place And Time" (1989–90)
- Endless Summer Tour (1995)
- Mid Summer Nights Dream Tour (1996–97)
- Live & More Encore Tour (1999–2000)
- "The Journey Tour" (2003–04)
- Greatest Hits Tour (2005–06)
- Crayons Tour (2008–10)

## Danh sách đĩa nhạc
- Lady of the Night (1974)
- Love to Love You Baby (1975)
- A Love Trilogy (1976)
- Four Seasons of Love (1976)
- I Remember Yesterday (1977)
- Once Upon a Time (1977)
- Live and More (1978)
- Bad Girls (1979)
- On The Radio (1979)
- The Wanderer (1980)
- I'm a Rainbow (1981) (released 1996)
- Donna Summer (1982)
- She Works Hard for the Money (1983)
- Cats Without Claws (1984)
- All Systems Go (1987)
- Another Place and Time (1989)
- Mistaken Identity (1991)
- Christmas Spirit (1994)
- Live & More Encore (1999)
- Crayons (2008)